# Mediennutzungsforschung
Die Mediennutzungsforschung ist ein Teilgebiet der Kommunikations- und Medienwissenschaft und analysiert die Nutzung von Massenmedien (Mediennutzung) durch deren Publikum.
In der Mediennutzungsforschung werden funktionale, individual-prozessuale und strukturelle Perspektiven unterschieden. Aus der funktionalen Perspektive werden Medienpräferenzen und Mediennutzungsmuster auf individuelle Bedürfnisse zurückgeführt. Die funktionale Perspektive hat die Mediennutzungsforschung über viele Jahre in Form des Uses-and-Gratifications-Ansatzes dominiert und geprägt.
Bei der individual-prozessualen Perspektive werden Mediennutzungsepisoden als Prozesse in ihren situativen Kontexten untersucht. Aus der strukturellen Perspektive kommen vor allem die gesellschaftlichen Rahmenbedingungen und das Mediensystem zur Erklärung von Mediendiffusion und Publikumsstrukturen in den Blick.
Ein weiterer Ansatz ist die Perspektive der handlungstheoretisch orientierten Rezeptionsforschung, diese versteht die Medienrezeption als aktive Leistung der Konstruktion und Rekonstruktion von Sinn. Das heißt, nach diesem Ansatz entscheidet sich der Rezipient aktiv zum Hören, Lesen und/oder Zuschauen. Grundlage hierfür sind Bedürfnisse. Kommt es dabei zu Nutzungssituationen mit mehreren Rezipienten, werden in der Forschung entscheidungs- und spieltheoretische Erklärungsversuche unternommen.
Je nach Ansatz stehen die Beschreibung, die Erklärung oder die Prognose von Mediennutzung im Vordergrund.

## Akademische Mediennutzungsforschung
Die an Universitäten betriebene Mediennutzungsforschung geht von einem aktiven Publikum aus, welches sich die Medieninhalte nach seinen Bedürfnissen aussucht (Uses-and-Gratifications-Ansatz).

## Wirtschaftlich orientierte Mediennutzungsforschung
Die von Medienunternehmen selbst betriebene Mediennutzungsforschung, die Mediaforschung, sieht das Publikum als passiv und beeinflussbar an. Es wird wie eine Art Ware von den Medienunternehmen in Form von Medienträgerkontaktchancen an die werbetreibende Wirtschaft verkauft. Sinn der Mediaforschung ist damit in erster Linie die Produkt- und Werbeoptimierung.
Das größte Marktforschungsinstitut ist die Gesellschaft für Konsumforschung (GfK), die Einschaltquoten für das Fernsehen erhebt.